# НТВ (Русия)
Телевизия НТВ е руска ефирна телевизия, създадена на 10 октомври 1993 година, нейни основатели са Владимир Гусински, Олег Добродеев и Евгени Кисельов.

## Програма

### Сериали
Излъчвани сериали са „Спешно отделение“, „Сексът и градът“, „Семейство Сопрано“, и други.